# Toploader
Toploader – brytyjski zespół założony w Eastbourne w 1997, grający indie rock, najbardziej znany z coveru piosenki grupy King Harvest Dancing In The Moonlight.
W 2000 Toploader należał do najpopularniejszych alternatywnych zespołów brytyjskich, jednak jego popularność zaczęła spadać, gdy na scenie pojawiły się takie zespoły, jak Coldplay i Muse, które zaczęły wytyczać nowe trendy w muzyce przełomu wieków.
Zespół nagrał dwa albumy, które znalazły się w pierwszej piątce na brytyjskich listach, jednak single nie odnosiły sukcesów. Grupa przestała istnieć w 2003. Reaktywowali ją później Joseph Washbourn, Dan Hipgrave i Rob Green, w 2011 został wydany trzeci album zespołu.

## Skład
- Joseph Washbourne – śpiew, instrumenty klawiszowe
- Dan Hipgrave – gitara
- Matt Knight – gitara basowa
- Rob Green – perkusja
- Julian Deane – gitara

## Dyskografia

### Albumy
- Onka's Big Moka (2000)
- Magic Hotel (2002)
- Only Human (2011)
- Seeing Stars (2017)

### Single
- Album Onka's Big Moka (1999)
  - Let The People Know (2000)
  - Dancing In The Moonlight (2000)
  - Achilles Heel (2000)
  - Just Hold On (2001)
  - Only For A While
- Album Magic Hotel (2002)
  - Time Of My Life (2002)
  - Some Kind of Wonderful
- Album Only Human (2011)
  - Never Stop Wondering (2011)
  - A Balance To All Things (2011)
  - She Said
- Album Seeing Stars
  - Roll with the Punches